# Giovanni Manzolini
Giovanni Manzolini (Bologna, 1700 – Bologna, 7 aprile 1755) è stato un pittore, scultore e anatomista italiano.

## Biografia
Formatosi alle scuole artistiche di Giuseppe Pedretti e di Francesco Monti, Manzolini ha scelto in seguito di rivolgersi allo studio dell'anatomia, con particolare riferimento alla miologia e all'osteologia. Con Ercole Lelli, di cui era collaboratore dai primi anni quaranta del XVIII secolo, ha fondato una scuola di modelli didattici in ceroplastica per l'anatomia, arte cui deve la sua principale notorietà. In quel periodo proprio con Lelli ha realizzato, su commissione di Papa Benedetto XIV, modelli destinati alla sala anatomica dell'Istituto delle scienze con sede in Palazzo Poggi.
Suoi lavori successivi, sempre in cera, hanno riguardato preparati anatomici per conto di Carlo Emanuele III e riproduzioni di organi di senso sia per Alvise Mocenigo, sia per la Royal Society. Per Giovanni Antonio Galli riprodusse, invece, degli uteri di donna in gestazione, che confluirono fra le 171 illustrazioni della Supellex obstetricia, di cui Galli, docente di ostetricia, si serviva per i corsi a beneficio delle levatrici. L'approfondimento scientifico ha consentito a Manzolini di pervenire a significative scoperte in tema di apparato uditivo, in particolare sul sordomutismo congenito e sulla conformazione dell'orecchio, riuscendo con ciò a confutare quanto in precedenza stabilito da Antonio Maria Valsalva.
È stato osservato, tuttavia, come resti difficile individuare o distinguere i suoi lavori da quelli della moglie, Anna Morandi, che aveva sposato nel 1740 e che ne era diventata privilegiata collaboratrice, tanto nell'insegnamento alle nuove leve, quanto nella realizzazione pratica dei modelli e nella dissezione dei cadaveri. Peraltro, quando Manzolini si ammalò di tubercolosi, Anna ricevette dal Senato di Bologna uno speciale permesso per sostituirlo nell'insegnamento e poi - a seguito della morte del consorte - la nomina a preparatrice dei modelli ceroplasti per la cattedra di anatomia dell'ateneo bolognese.